# Henrik Granholm
Carl Henrik Granholm, född 7 augusti 1850 i Stockholm, död där 30 april 1933, var en svensk försäkringsman, seglare och mecenat.
Henrik Granholm var son till fabrikören Carl Fredrik Granholm. han avlade mogenhetsexamen i Stockholm 1872 och utexaminerades från Ultuna lantbruksinstitut 1874. Efter några år som jordbrukare blev han 1876 kassör och kamrer i Stockholms hantverksbank, som upphörde 1886. Granholm övergick då till försäkringsbranschen och stiftade 1897 Lifförsäkringsaktiebolaget Svecia samt följande år olycksfallsförsäkringsaktiebolaget Gothia. Han var först kassadirektör och därefter 1905–1929 VD i dessa bolag. 1898 bildade han även AB Nordisk yachtassurans, där han var kassadirektör och 1900 stiftade han renhållnings AB Sleipner där han var VD fram till sin död. Bland Granholms många uppdrag märks att han var ordförande i Stockholms stadshypoteksförening 1909–1930 och i Stockholms fastighetsägareförening 1910–1918 samt styrelseledamot i Konungariket Sveriges stadshypotekskassa 1913–1930. Han hade även flera kommunala uppdrag, bland annat var han ledamot av Stockholms stadsfullmäktige 1895–1909. Under många är var Granholm en aktiv och skicklig kappseglare, tillhörde styrelsen för Kungliga Svenska Segel Sällskapet 1894–1907 och blev 1908 vald till hedersledamot där. 1906 erhöll han Kungliga Svenska Segel Sällskapets guldmedalj. Granholm var även en stor mecenat och understödde en mängd institutioner och företag, främst Föreningen Sveriges sjöfartsmuseum i Stockholm, i vars instiftande han deltog. 1933 bildade han Henrik Granholms stiftelse för främjande av bland annat segelidrotten, sjöfartsnäringen samt landstorms- och skytterörelserna.